# I manegen med Glenn Killing
I manegen med Glenn Killing var Killinggängets första TV-produktion, en serie i sju delar som gick på Kanal 1 hösten 1992. 

## Om serien
Programmet var tänkt som en parodi på ett hippt ungdomsprogram. Idén kom delvis ifrån brittiska humorprogrammet Vic Reeves Big Night Out där flera sketcher kopierats rakt av. Det var inspelat i en enkel och färgglad studio med en liten publik. Glenn Killing (Henrik Schyffert) hade flera gäster (i princip samtliga spelade av Robert Gustafsson) i sin manege. Serien innehöll också inklippta utomhusscener med Percy Nilegård (Johan Rheborg) och Tommy Bohlin (Jonas Inde). Programmet regisserades av Walter Söderlund.
Humorn var mycket "snällare" här jämfört med senare Killing-produktioner. Det kunde till exempel gå ut på att Robert Gustafsson hade en hatt som lyfte när Wilmer X-låtar spelades, eller att han bar in en trälåda i vilken Astrid Lindgren sades finnas. Till de gäster som blivit mest kända hör Fred Asp, en alkoholiserad man (spelad av Robert Gustafsson) som festade med sin iller Göran.

## I manegen med Glenn Killing - Live från Berns
1993–1994 gjorde Killinggänget en krogshow (som också tv-sändes) som kom att heta I manegen med Glenn Killing - Live från Berns. I den så återkom många av deras mest kända figurer. Regisserades av Walter Söderlund.